# Delia endorsina
Delia endorsina este o specie de muște din genul Delia, familia Anthomyiidae, descrisă de Ackland în anul 2008.
Este endemică în Malawi. Conform Catalogue of Life specia Delia endorsina nu are subspecii cunoscute.